# Consejo de Seguridad Nuclear
El Consejo de Seguridad Nuclear (CSN) es la institución española independiente de la Administración General del Estado, con personalidad jurídica y patrimonio propio, que tiene como fin primordial velar por la seguridad nuclear y la protección radiológica de las personas y del medio ambiente. Su estructura, funciones, competencias y organización fueron ampliamente modificadas en octubre de 2007 con la reforma de su Ley de Creación.
Aporta también los datos operativos de las centrales nucleares situadas en territorio español, informando del modo de operación, potencia térmica, potencia eléctrica, presión primaria, temperatura primaria, concentración de Boro-10 de los reactores nucleares, entre otros. Todos los hechos relevantes relativos a incidentes en dichas instalaciones quedan registrados en una sección específica de su web.

## Historia
En el artículo 5 de la Ley 25/1964 de 29 de abril, sobre energía nuclear, se habla de la Junta de Energía Nuclear, que ya existía anteriormente como órgano asesor e investigador, pero se dice: 

“…tendrá por misión fomentar, orientar, dirigir investigaciones, estudios, experiencias y trabajos conducentes al desarrollo de las aplicaciones de la energía nuclear, a los fines nacionales y a la promoción de una industria de materiales y equipos nucleares”

En la exposición de motivos de dicha Ley se pretende que la Junta de Energía Nuclear sea encargada también de las cuestiones relacionadas, dicho de forma genérica, con la seguridad nuclear y la protección contra las radiaciones ionizantes.
A comienzo de los años 70 del siglo XX se había creado en el mundo un movimiento de la opinión pública crítico con la energía nuclear (movimiento antinuclear). Dicho movimiento consideraba que se debían separar las funciones de investigación y desarrollo de la energía nuclear de las funciones de vigilancia y control de estas.
Esta idea se materializó en 1975 en Estados Unidos, donde nace la NRC (Nuclear Regulatory Commission), desgajándose de la Comisión de Energía Atómica las actividades de seguridad nuclear y protección radiológica. Francia creó el Servicio Central de Seguridad de Instalaciones Nucleares, separado del Comisariado de Energía Atómica. Lo mismo hizo el Reino Unido en las misiones de control, las que realiza la inspección de las instalaciones nucleares, separada de la autoridad de energía atómica.
En septiembre de 1977 el primer Gobierno de la democracia española inicia los trabajos para la preparación del Plan Energético 1978-1987. En estos trabajos se incluyó el estudio de un organismo independiente para el control de las actividades nucleares. Tras diversos borradores, se tramitó en el año 1979 en el Congreso. Entre las propuestas de resolución se aprobó una en la que se indicaba que el Congreso de Diputados consideraba urgente la remisión al Congreso del proyecto de Ley de creación del Consejo de Seguridad Nuclear. Esto se produjo con la Ley 15/80 de 22 de abril y el Real Decreto 11-57 del año 82 desarrolló y aprobó el Estatuto del Consejo de Seguridad Nuclear.
El Consejo de Seguridad Nuclear ha tenido ocho presidentes desde su creación: Francisco Pascual Martínez, Donato Fuejo Lago, Juan Manuel Kindelán Gómez de Bonilla, María Teresa Estevan Bolea, Carmen Martínez Ten, Fernando Martí Scharfhausen, Josep Maria Serena i Sender y el presidente actual, Juan Carlos Lentijo Lentijo.

## Funciones
En la actualidad el CSN es un organismo colegiado formado por un presidente y cuatro consejeros, cuya permanencia está limitada a un máximo de dos mandatos de seis años cada uno. Antes de su elección, todos ellos deben pasar un trámite de aceptación ante la comisión competente del Congreso de los Diputados. El Consejo está asistido en su trabajo por una Secretaría General, de la que dependen los órganos de trabajo técnicos, administrativos y jurídicos necesarios para el cumplimiento de sus fines. En total, el CSN cuenta con una plantilla de más de 450 trabajadores, con un 62,12% de personal técnico, especializados en seguridad nuclear y protección radiológica.
Sus funciones son las de emitir informes para la autorización de las instalaciones, inspeccionar y controlar el funcionamiento de las instalaciones, proponer correcciones y sanciones, propone reglamentación y edita normativa técnica, conceder licencias de operación en instalaciones radioactivas y nucleares en sus diversas especialidades, colaborar en planes de emergencia y protección física, controlar la protección radiológica de los trabajadores y del público en general, vigilar y controlar la calidad radiológica del medio ambiente, colaborar en los programas de protección radiológica de las personas sometidas a procedimientos de diagnóstico o tratamiento médico con radiaciones ionizantes, informar sobre los criterios para la definición y clasificación de los residuos radiactivos y sobre los planes para su gestión, colaborar en el cumplimiento de los compromisos contraídos por España en materia de salvaguardias, mantener relaciones oficiales con organismos similares extranjeros y participar en actividades de organismos internacionales, establecer y realizar el seguimiento de planes de investigación en materia de seguridad nuclear y protección radiológica, informar a la opinión pública y a las autoridades nacionales, autonómicas y locales y, por último, asesorar a los tribunales y a los órganos de las administraciones públicas en materia de seguridad nuclear y protección radiológica.
El Consejo está capacitado para suspender la construcción o el funcionamiento de las instalaciones por razones de seguridad. Concede licencias para las personas responsables de la operación de las instalaciones, estudia la influencia de las mismas en el medio ambiente y establece los límites y condiciones para su funcionamiento, de forma que éste no suponga un impacto radiológico inaceptable para las personas o el medio ambiente.
Mantiene informada a la opinión pública sobre temas de su competencia. Asimismo informa, anualmente, de sus actuaciones al Congreso de los Diputados, al Senado y a los parlamentos de aquellas comunidades autónomas en cuyo territorio estén radicadas instalaciones nucleares, elaborando un informe anual sobre el desarrollo de sus actividades que recibe una amplia difusión.

## Biblioteca del CSN
En las instalaciones del CSN se encuentra una biblioteca que contiene más de 7000 volúmenes de todo lo relacionado con el campo de la energía nuclear, entre los que podemos encontrar monografías, informes técnicos, títulos de revistas, normas, informes anuales y congresos.

## Localización
Se encuentra en Madrid (España), e incluye un Centro de Información que funciona a modo de museo donde se explican fundamentos sobre las radiaciones ionizantes y pequeños experimentos para que los visitantes, principalmente grupos de estudiantes, observen la acción de estas sobre personas u objetos.